# Francesco de' Pazzi
 (avril 2012).
Si vous disposez d'ouvrages ou d'articles de référence ou si vous connaissez des sites web de qualité traitant du thème abordé ici, merci de compléter l'article en donnant les références utiles à sa vérifiabilité et en les liant à la section « Notes et références ».
Francesco de' Pazzi (né le 28 janvier 1444 à Florence et mort le 26 avril 1478 dans la même ville) est un membre de la famille de Pazzi, une famille aristocratique de Florence impliquée dans la conjuration des Pazzi, un complot contre les Médicis qui entraina la mort de Julien de Médicis, frère de Laurent de Médicis.

## Biographie
Francesco de' Pazzi appartient à la famille de Pazzi de Florence. Il joua un rôle important lors d'un complot visant Laurent de Médicis et Julien de Médicis avec l'aide de son oncle Jacopo, de Renato de Pazzi,  de Francesco Salviati, l'archevêque de Pise (dont Laurent avait refusé la nomination) et de Girolamo Riario, neveu du pape Sixte IV. Il infligea de nombreuses blessures mortelles à Julien, et, dans sa rage se blessa lui-même profondément à la cuisse. Il tenta ensuite de s'enfuir à la campagne avec Jacopo. Rapidement retrouvé, il fut jugé et déclaré coupable. Condamné à mort, il a été pendu le long de la façade du Palazzo Vecchio avec  l'archevêque de Pise, dont le passage dans la ville avait servi de prétexte au complot. L'exécution fut publique et avait tout d'abord pour but de servir d'exemple afin que les Médicis assoient leur autorité.

## Descendance
Francesco de' Pazzi épouse vers 1463 Novella Foscari. Le couple aura 5 enfants :
- Vieri de' Pazzi (1464)
- Viola de' Pazzi (1465)
- Florentia de' Pazzi (1467)
- Fiorenza de' Pazzi (1467)
- Firenze de' Pazzi (1467)

Les trois derniers seraient donc des triplés, qui n'ont sans doute pas vécu longtemps.

## Francesco de' Pazzi dans la culture populaire
- Francesco de' Pazzi est mentionné dans Hannibal de Thomas Harris. Il sert d'exemple à son descendant : un inspecteur véreux, Rinaldo de Pazzi,  assassiné par le docteur Lecter dans les mêmes circonstances que son ancêtre.

- On le retrouve aussi dans le jeu vidéo Assassin's Creed II sorti en 2009 où il sera une des cibles d'Ezio Auditore.

- On le retrouve aussi dans la conjuration dans la série Da Vinci's Demons en 2014.
- On le retrouve également dans la saison 2 de la série télévisée Les Médicis : maîtres de Florence en 2018. Il est joué par l'acteur Italien Matteo Martari.